# Compsosuchus
Genre
Espèce
Compsosuchus est un genre de dinosaure théropode abélisauroïdé de la famille des Noasauridae. Il vivait en Inde au Crétacé supérieur. Il a été décrit en 1933 par von Huene et Matley. La seule espèce (et espèce type) est Compsosuchus solus. Le genre est souvent considéré comme nomen dubium.